# Andelst
Andelst est un village situé dans la commune néerlandaise d'Overbetuwe, dans la province de Gueldre. Le 1er janvier 2008, le village comptait 1 705 habitants.
Andelst est desservi par la gare de Zetten-Andelst.